# Saint-Gaudens National Historical Park
Le Saint-Gaudens National Historical Park est une aire protégée américaine dans le comté de Sullivan, au New Hampshire. Établi le 12 mars 2019 à partir d'un site historique national créé le 30 mai 1977, ce parc historique national protège des bâtiments relatifs au sculpteur Augustus Saint-Gaudens déjà classés National Historic Landmark depuis le 13 juin 1962 et inscrits au Registre national des lieux historiques depuis le 15 octobre 1966.